# مارغريتا دي لا بيزا كاريون
مارغريتا دي لا بيزا كاريون (من مواليد 19 سبتمبر 1975) هي سياسية إسبانية من حزب فوكس السياسي، وقد تم انتخابها كعضو في البرلمان الأوروبي في عام 2019. وأصبحت عضوًا في البرلمان الأوروبي في 1 فبراير 2020 بعد خروج بريطانيا من الاتحاد الأوروبي.